# Isoneuromyia annandalei
Isoneuromyia annandalei är en tvåvingeart som beskrevs av Enrico Adelelmo Brunetti 1912. Isoneuromyia annandalei ingår i släktet Isoneuromyia och familjen platthornsmyggor. Inga underarter finns listade i Catalogue of Life.